# Johnathan Cyprien
Johnathan Cyprien (North Miami Beach, 29 luglio 1990) è un giocatore di football americano statunitense che gioca nel ruolo di safety per i San Francisco 49ers della National Football League (NFL). Fu scelto nel corso del secondo giro (33º assoluto) del Draft NFL 2013 dai Jaguars. Al college ha giocato a football alla Florida International University.

## Carriera

### Jacksonville Jaguars
Cyprien era considerato una delle migliori safety selezionabili nel Draft NFL 2013 e fu scelto con la prima chiamata del secondo giro da parte dei Jacksonville Jaguars. Debuttò come professionista partendo come titolare nella settimana 1 contro i Kansas City Chiefs mettendo a segno 3 tackle. Il primo sack lo mise a referto nella settimana 3 nella sconfitta contro i Seattle Seahawks. Nella settimana 5 contro i St. Louis Rams terminò con un nuovo primato personale di 13 tackle. Nella settimana 13, Cyprien mise a segno il primo intercetto in carriera ai danni di Brandon Weeden nella vittoria sui Cleveland Browns. La sua stagione da rookie si concluse con 104 tackle, un sack, un intercetto e 2 fumble forzati in 15 presenze, tutte come titolare. Nella successiva salì a 114 tackle, giocando ancora 15 gare come partente.

### Tennessee Titans
Il 9 marzo 2017 Cyprien firmò con i Tennessee Titans un contratto quadriennale del valore di 25 milioni di dollari.

### Philadelphia Eagles
Il 2 agosto 2019, Cyprien firmò un contratto di un anno con i Philadelphia Eagles.

### Atlanta Falcons
Il 30 settembre 2019, Cyprien fu scambiato con gli Atlanta Falcons per il linebacker Duke Riley e uno scambio di scelte degli ultimi giri. Fu inserito in lista infortunati l'8 ottobre 2019.

### San Francisco 49ers
Il 20 agosto 2020, Cyprien firmò con i San Francisco 49ers. Fu svincolato il 5 settembre e inserito nella squadra di allenamento il giorno successivo.